# 통화 정책

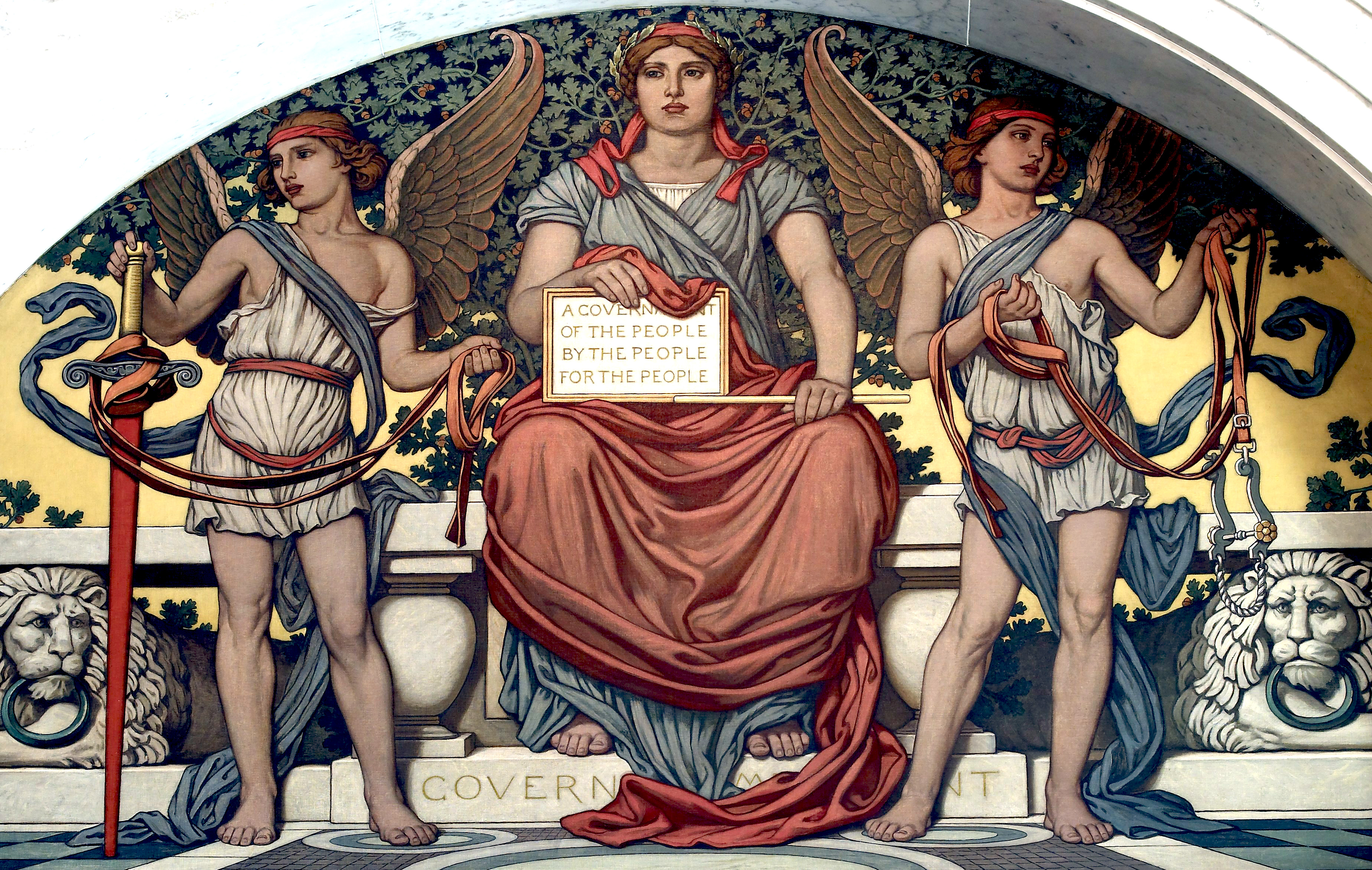

통화 정책(通貨 政策, 영어: monetary policy) 또는 화폐 정책(貨幣 政策)은 정부와 중앙은행이 한 국가의 화폐 공급, 유용성, 화폐가치, 금리 등의 정책을 시행할 때, 경제 성장이나 안정성을 유지토록 하기 위해 수행하는 일련의 조치를 일컫는 말이다. 통화의 수량을 늘리거나 줄여서 국내경제의 흐름을 통제하고 조절하려는 정책이다. 일반적으로는 통화 이론이 화폐 개혁에 가장 기초적이자 정통한 대책으로 여겨진다. 통화량 조절을 위해서 중앙은행은 공개시장운영이나 재할인율, 지급준비율을 조정하는 수단을 사용한다. 전통적인 통화 정책 수단 이외에도 2008년 세계 금융 위기를 계기로 양적 완화, 포워드 가이던스와 같은 비전통적 통화 정책 수단이 대두되었다.
화폐 정책은 대개 팽창적 화폐정책과 긴축적 화폐정책으로 규정되는데 말그대로 팽창을 꾀하는 정책은 화폐의 공급을 늘리는 것을, 수축 정책은 정반대의 원칙을 고수한다. 화폐의 공급을 늘릴 시에는 금리를 내리고 실업률이 줄어들도록 돕는 것을 말하며, 반대 상황시에는 금리/이자율이 올려 인플레이션을 억제하도록 한다. 대개 화폐 정책은 일국의 국고 상황과는 대치되도록 운영되는데 이는 정부의 세입이나 여러 지출을 모두 고려해야하기 때문이다. 화폐공급의 변화는 유동성 효과, 소득 효과, 피셔 효과를 시차적으로 나타내며 금리에 영향을 준다.

## 역사
통화정책은 이자율과 신용의 가용성과 연관되어 있다. 통화정책의 수단으로는 단기 이자율과 본원통화를 통한 은행 예비금 등이 포함된다.

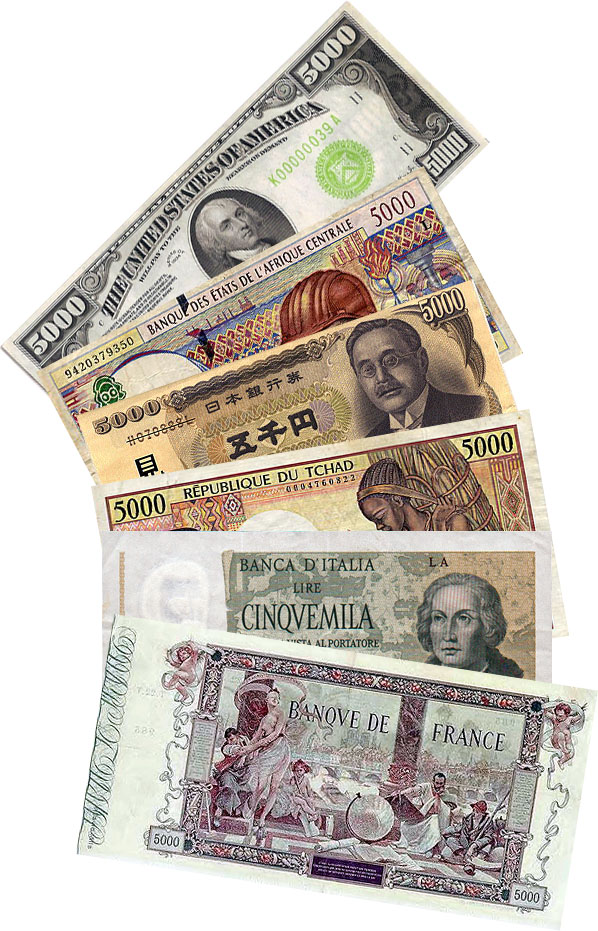
다른 통화의 5000 화폐권. (미국 달러, 중앙 아프리카 CFA 프랑, 일본 엔, 이탈리아 리라, 그리고 프랑스 프랑)

수세기 동안 통화정책은 화폐 가치 조정 또는 지폐 발행, 크게 두 가지 형태로만 존재했다. 지금은 통화정책의 일부로 생각되는 이자율은 이 시기 동안 다른 통화정책 수단과 일반적으로 조율되지 않았다. 통화정책은 집행적인 결정으로 간주되었으며, 일반적으로 화폐 발행 권력을 갖고 있던 당국에 의해 시행되었다. 더 큰 무역망이 등장하면서 통화를 금이나 은과 관련하여 가치를 정의하고 지역 통화의 가격을 외국 통화와 관련하여 정의하는 것이 가능해졌다. 이 공식적인 가격은 법률에 의해 강제로 시행되었으며 시장 가격과 다른 경우에도 시행되었다.

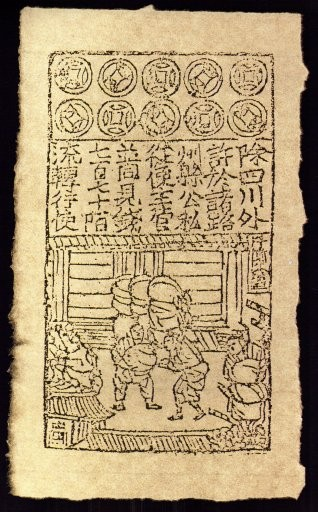
중국 7세기 교자로 추정되는 송나라 지폐의 재현품, 770 mò로 교환 가능한 것으로 기록되어 있다.

종이폐권은 중국 7세기에 "교자"라고 하는 어음에서 유래되었다. 교자는 금화를 대체하지 않았으며 구리화폐와 함께 사용되었다. 다음 왕조인 원나라는 중심 경제 수단으로서 종이 화폐를 사용한 첫 국가였다. 나중에 원나라는 화폐 공급 부족에 직면하여 전쟁과 지배 유지를 위해 제한 없이 종이 화폐를 인쇄하기 시작하여 인플레이션이 발생했다.
1694년 잉글랜드 은행의 창립으로, 금으로 보증된 지폐를 발행할 권한을 얻음으로써 통화정책이 집행부의 행위와 독립적인 것으로 간주되기 시작했다. 통화정책의 목적은 화폐의 가치를 유지하고, 화폐와 동치로 거래되는 지폐를 인쇄하며, 화폐가 순환에서 빠져나가지 않도록 하는 것이었다. 산업화된 국가들에 의해 국가 은행을 설립하는 것은 화폐와 금본위제 간의 관계를 유지하려는 열망과 다른 황금 단위로의 좁은 통화대역과 관련이 있었다. 이 목적을 달성하기 위해 금본위제의 일부인 국가 은행은 자체 대출자와 유동성을 위해 돈이 필요한 다른 은행에 대한 이자율을 설정하기 시작했다. 금 표준의 유지에는 거의 매달 이자율을 조정하는 것이 필요했다.
금본위제는 국가 통화의 가격을 금 가치와 관련하여 고정하는 체제로서, 정부가 기준 통화로 금을 고정된 가격에 사고 팔겠다는 약속에 의해 일정하게 유지되었다. 현재는 어느 나라도 이러한 유형의 통화정책을 사용하고 있지 않다.
1870년에서 1920년 사이, 산업화된 국가들은 중앙은행 체제를 수립하였으며, 그 중 하나는 1913년에 설립된 연방준비제도였다. 이 때부터 중앙은행의 "마지막의 대여자" 역할이 확립되었다. 또한 이자율이 전체 경제에 영향을 미치는 것이 이해되기 시작했다. 이는 경제학에서 주관적 가치론에 대한 인식 때문이었다. 이론적으로 인류는 경제적 교환관계의 변화에 따라 결정을 바꾼다는 것을 보였기 때문이다.
밀턴 프리드먼을 비롯한 통화주의 경제학자들은 통화공급의 성장이 거시경제에 영향을 미칠 수 있다고 주장했다. 이들은 경기침체 기간에는 정부 예산 적자를 생산 촉진을 위해 돈 창조로 균형을 맞추어야 한다고 주장했다. 그 후 밀턴은 단순히 매우 낮은 일정한 속도로 통화 공급을 증가시키는 것만이 낮은 인플레이션 수준과 안정적인 생산성 성장을 유지하는 최선의 방법이라고 주장했다. 그러나 미국 연방준비제도 은행장으로서 1979년 10월부터 이러한 정책을 시행한 폴 볼커는 이를 실패로 판명하였다. 통화공급과 다른 거시경제 변수 간의 불안정한 관계 때문이다. 프리드먼은 후에 직접 통화 공급은 기대했던 것보다 성공적이지 않았다고 인정했다.
따라서 현재 통화 결정은 다음과 같은 더 넓은 범위의 요소를 고려한다.
- 단기 이자율
- 장기 이자율
- 경제 내 통화의 순환속도;
- 환율
- 신용 품질
- 채권과 주식 (부채와 기업 소유권)
- 정부와 민간 부문의 지출과 저축
- 대규모의 국제 자금 흐름
- 옵션, 스왑, 선물 계약과 같은 금융 파생상품

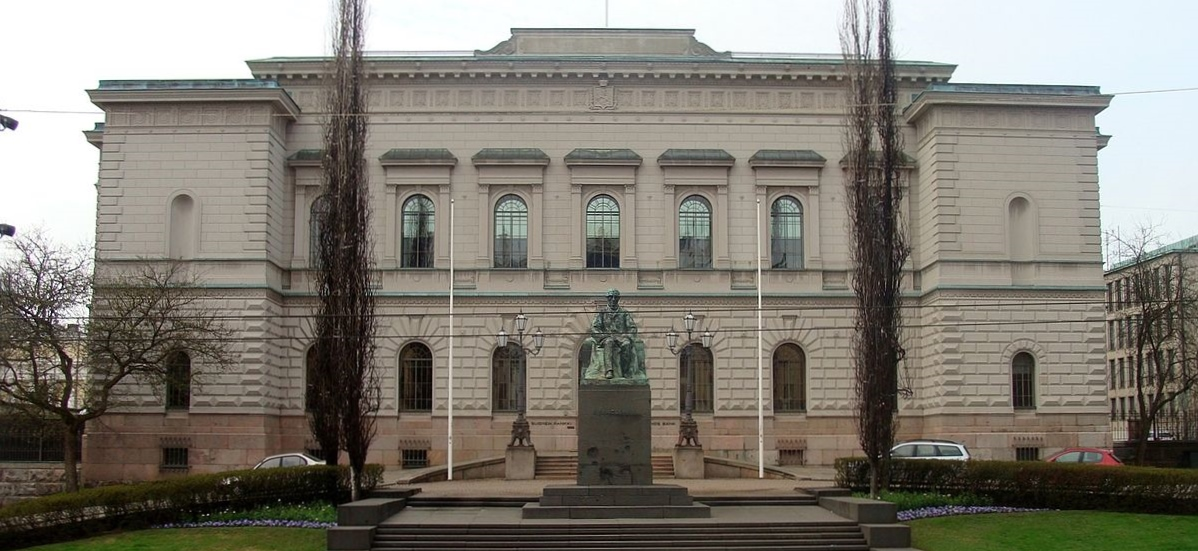
핀란드 은행, 1812년 설립.
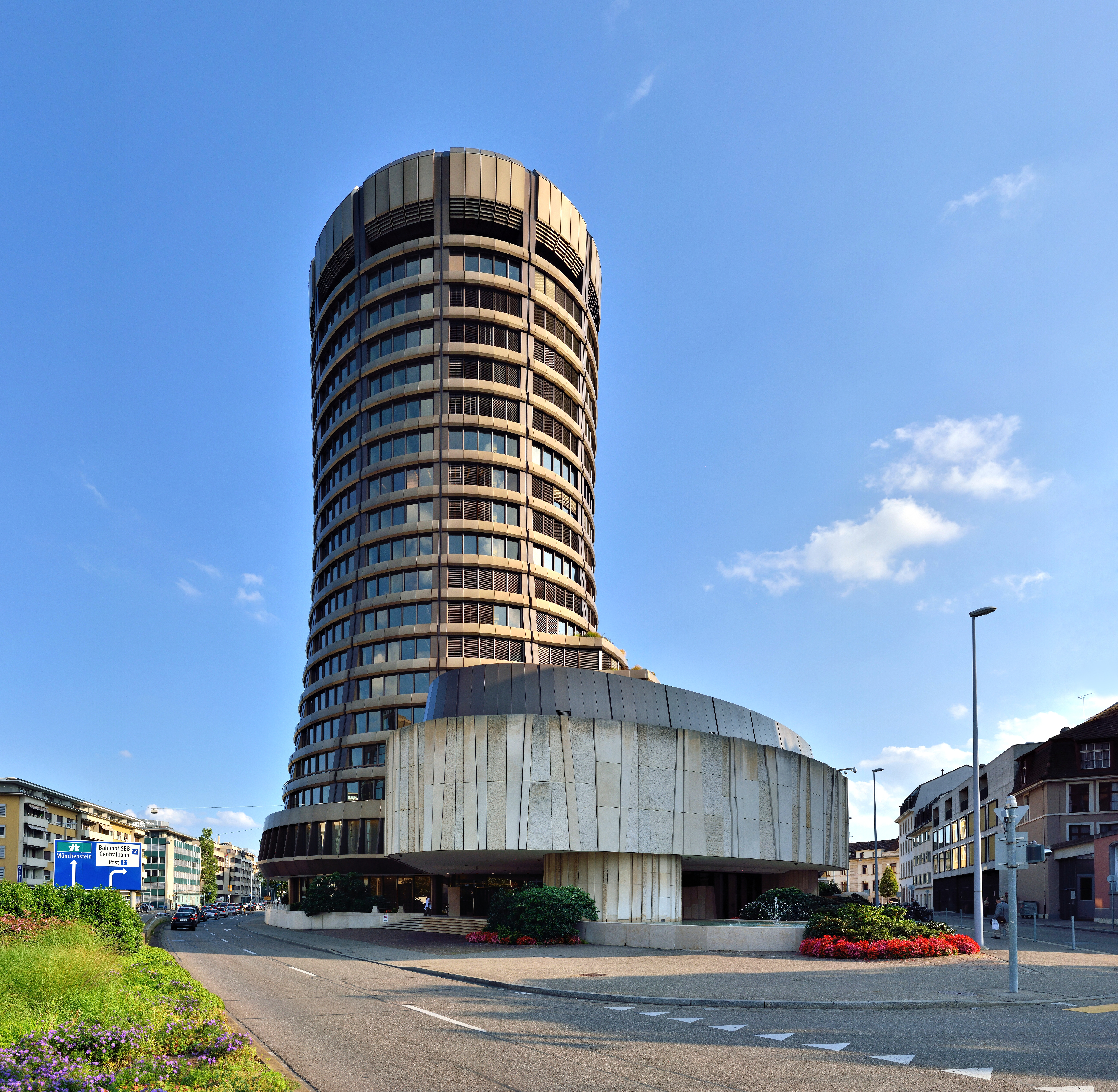
국제결제은행 본부, 바젤 (스위스)
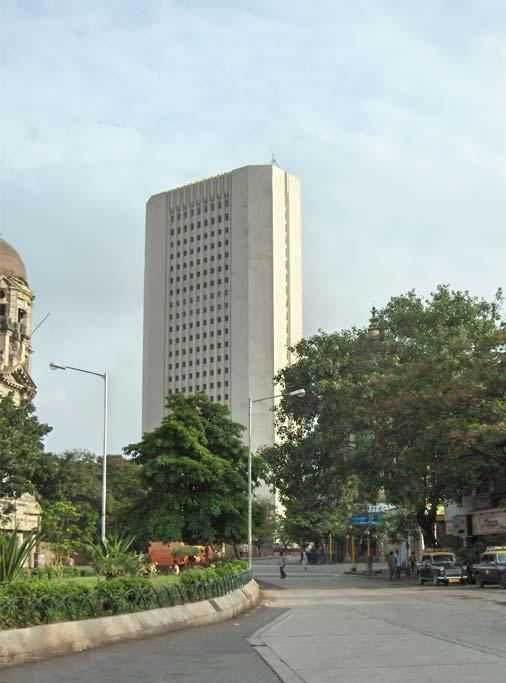
인도 준비은행 (1964년 설립) 본부, 뭄바이
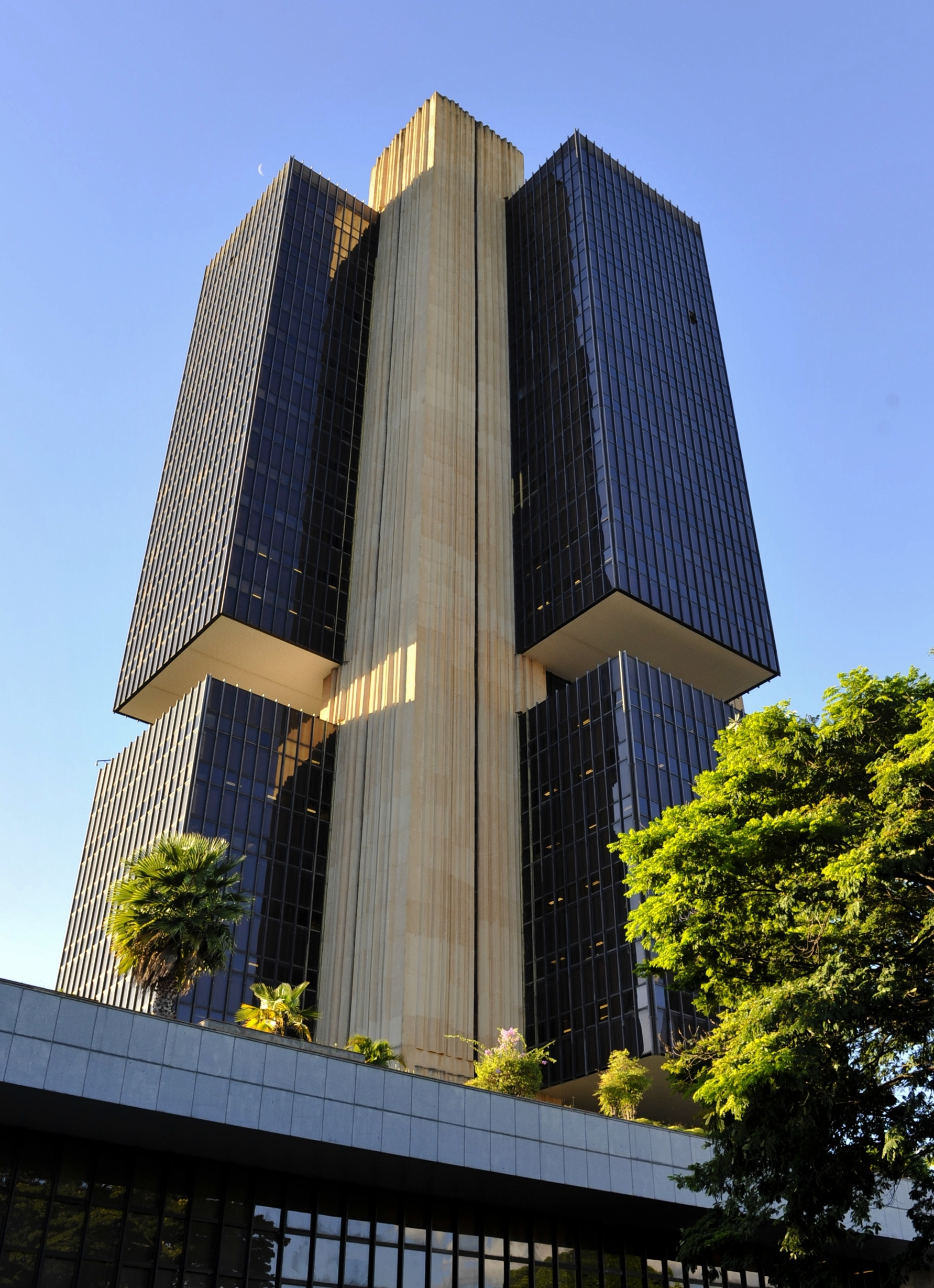
브라질 중앙은행 (1964년 설립) 본부, 브라질리아
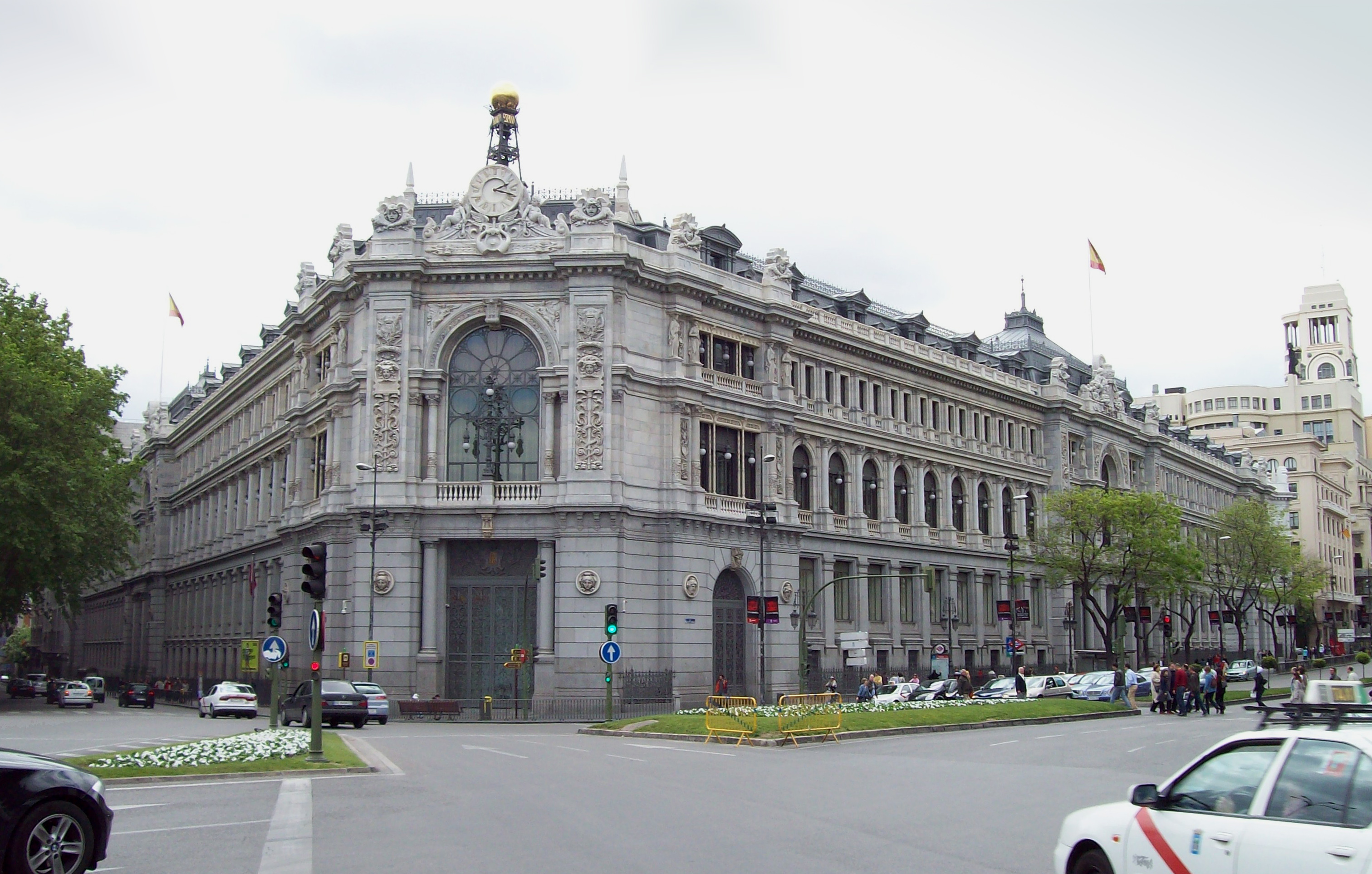
스페인 은행 (1782년 설립) 본부, 마드리드

## 금융 긴축
금융 긴축(金融 緊縮)은 경기 과열을 억제하기 위해 중앙은행을 중심으로 실시하는 일련의 정책을 가리킨다. 일반적으로 공정보합의 인상, 예금 준비율의 인상, 매상 오퍼레이션 등의 조치를 취한다. 국제수지의 악화와 설비 투자가 높아지고 광공업 생산 지수의 상승, 물가의 상승 등이 금융 긴축정책의 실시를 촉진하는 기준이 되어 있다.

## 같이 보기
- 화폐
- 중앙은행
- 통화